# Radôstka
Radôstka je naseljeno mjesto u okrugu Čadca u Žilinskom kraju u Slovačkoj.

## Stanovništvo
| Godina:     | 1993. | 2003.   | 2013.   | 2023.   |
| ----------- | ----- | ------- | ------- | ------- |
| Broj ljudi: | 850   | 885     | 835     | 779     |
| Razlika:    |       | +4,11 % | -5,64 % | -6,70 % |

| Godina:     | 2022. | 2023.   |
| ----------- | ----- | ------- |
| Broj ljudi: | 773   | 779     |
| Razlika:    |       | +0,77 % |

Prema podatcima o broju stanovnika iz 2023. godine naselje je imalo 779 stanovnika.

## Vanjske poveznice
|  | Zajednički poslužitelj ima još gradiva o temi Radôstka |

- Službena stranica naselja (sl.)